# Rafael Quirós Cárdenas
Rafael Quirós Cárdenas (Barbate, Cádis, 1973) és un farmacèutic i polític espanyol del Partit Socialista Obrer Espanyol, alcalde de Barbate entre el 16 de juny al 2007 i el 13 de juny del 2015.

## Biografia
té dos fills. D'esportista a farmacèutic de professió, el seu pare, Rafael Quirós Lara, exregidor de l'ajuntament de Barbate per la Unió de Centre Democràtic, va ser també farmacèutic, igual que ho arribaria a ser el seu fill Cárdenas estudiaria medicina, però acabo llicenciant-se en Farmàcia i Optometria per la Universitat de Granada. delegat per al congrés regional del PSOE de Cadis, quedant així en el lloc 28. Andalusia a la seva localitat, la qual es diu Òptica R. Quirós, a més, també porta una empresa que s'ubica al mateix carrer, anomenada, Rafa Quirós C. SL. Finalment, va jugar a l'equip juvenil del Cadis i del Barbate CF, però per una hèrnia ferida, la L5 S1, va haver d'abandonar l'àmbit de l'esport.
A les municipals de 2007 el PSOE va ser el guanyador, obtenint 13 regidors, mentre que el PP va aconseguir 2 i el PA 1 regidor, portant Rafael Quirós Cárdenas a l'alcaldia.
A les municipals de 2015, el Partit Andalucista va ser el guanyador, obtenint 8 regidors, mentre que el Partit Popular va obtenir 3 regidors, portant a l'alcaldia Miguel Molina Chamorro.